# Добродій-Медуніверситет-ШВСМ
«Добродій-Медуніверситет-ШВСМ» — жіночий волейбольний клуб із Вінниці. Заснований в 1996 році на базі Вінницького національного медичного університету імені Миколи Пирогова.

## Історя
Свій спортивний шлях команда розпочала з І ліги. У сезоні 1997—1998 рр. команда посіла перше місце серед команд І ліги і виборала право виступати у вищій лізі. В сезоні 1999—2000 рр. команда посідає перше місце серед команд вищої ліги і завойовує право грати в суперлізі. Виступаючи в суперлізі, команда посіла 5-6 місця. У 2000 р. на спартакіаді України — четверте почесне місце.
Команда неодноразово брала участь у міжнародних змаганнях за участю команд Молдови, Румунії, Польщі, Білорусі, Росії, Литви. В м. Кишинів у 2001—2002 рр. двічі ставала переможцем турніру.
У сезоні 2009—2010 років посіла друге місце в жіночій вищій лізі. У сезоні 2010—2011 — перше місце в жіночій вищій лізі та вийшла до Суперліги. У сезоні 2011—2012 років посіла шосте місце в жіночій Суперлізі.

## Склад команди

### Гравці
Сезон 2024/2025 
| №  | Ім'я, прізвище         | Дата народження | Позиція               |
| -- | ---------------------- | --------------- | --------------------- |
| 1  | Оксана Костянець       | 31.01.2004      | Зв'язуючий            |
| 2  | Славяна Танцерова      | 17.09.2007      | Догравальник          |
| 3  | Олександра Каланчук    | 21.04.2005      | Центральний блокуючий |
| 4  | Катерина Парицька      | 08.03.2003      | Центральний блокуючий |
| 6  | Поліна Каланчук        | 19.08.2007      | Зв'язуючий            |
| 7  | Марина Дегтярьова      | 22.11.1993      | Зв'язуючий            |
| 8  | Анна Бойко             | 22.12.2008      | Ліберо                |
| 9  | Варвара Букацелі       | 26.08.2002      | Ліберо                |
| 10 | Валерія Якушева        | 26.06.2002      | Догравальник          |
| 11 | Діана Крива            | 03.10.2005      | Догравальник          |
| 12 | Падакова Юлія          | 23.10.2004      | Діагональний          |
| 13 | Тетяна Музиченко       | 22.01.2000      | Центральний блокуючий |
| 14 | Катерина Боровська     | 09.08.2007      | Догравальник          |
| 15 | Надія Сидорець         | 11.01.2008      | Діагональний          |
| 17 | Валентина Воротниченко | 07.02.2004      | Діагональний          |
| 22 | Валентина Воротниченко | 22.05.2005      | Зв'язуючий            |

## Досягнення
Чемпіонат України
- Срібний призер Вищої ліги України: 2020-20121.
- Срібний призер України (2): 2016-2017, 2022–2023.

Кубок України
- Фіналіст Кубка Ліги (1): 2022-2023.

## Галерея

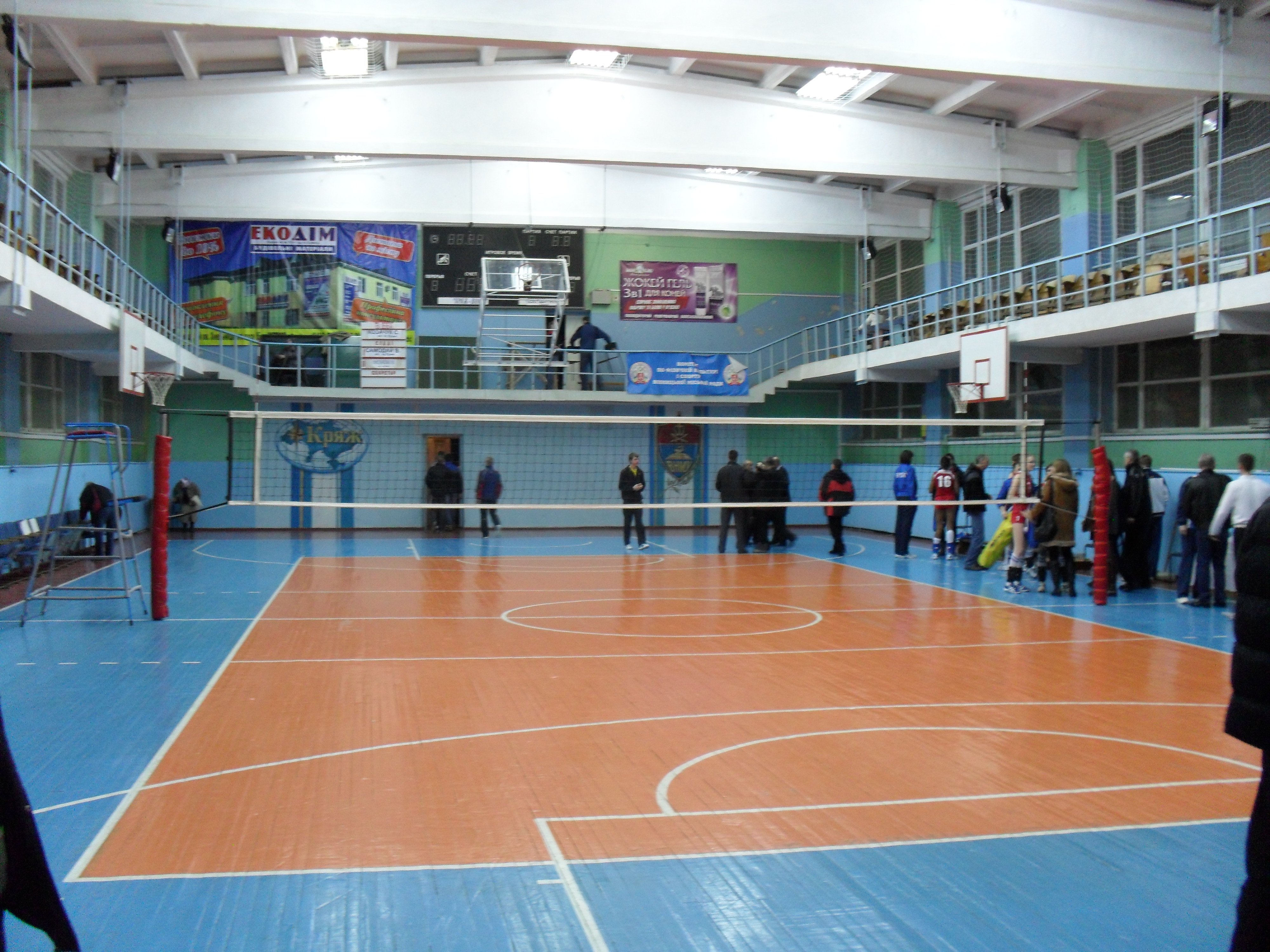
Спорткомплекс у медуніверситеті
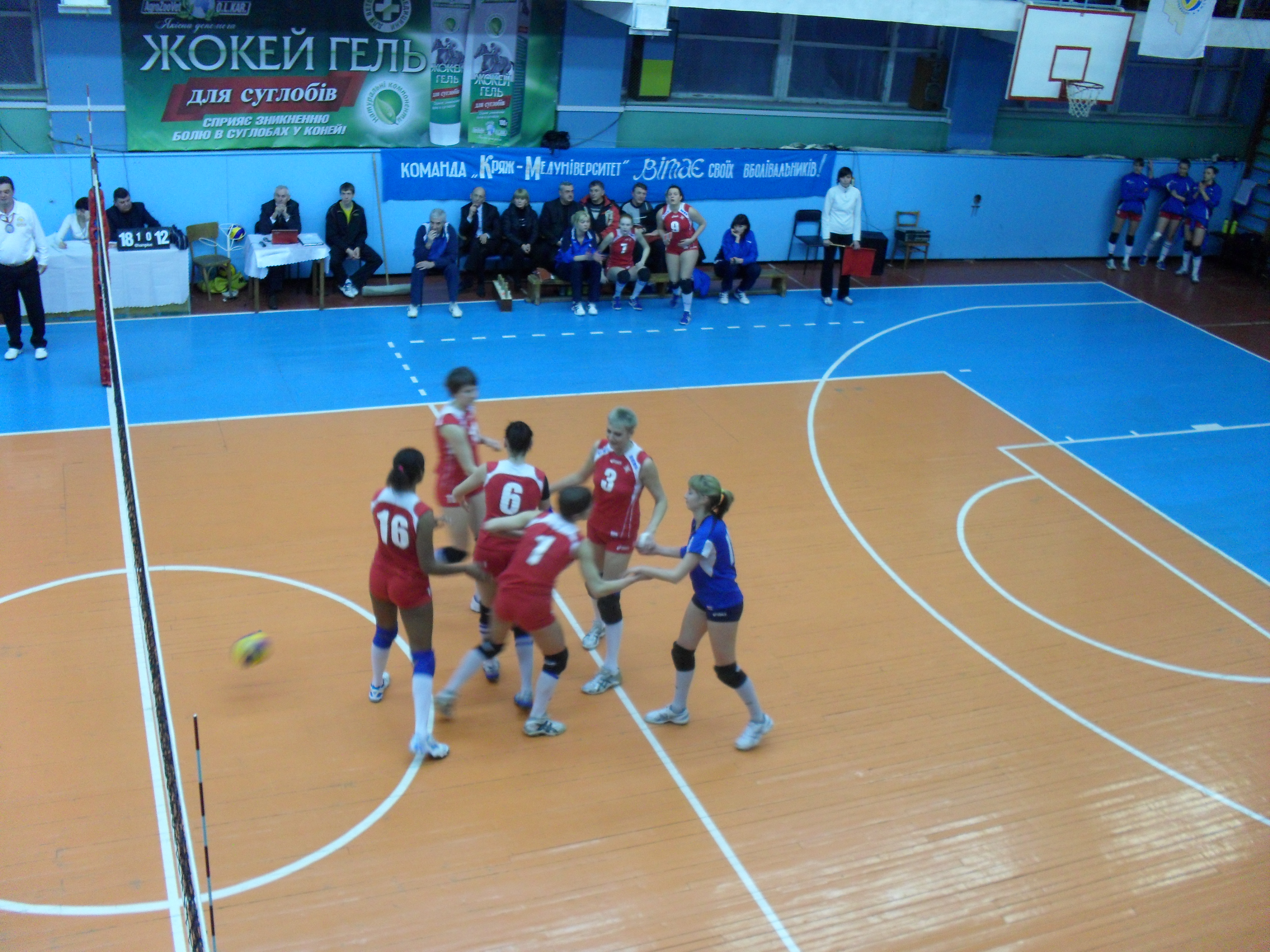
Під час матчу проти "Сєвєродончанки"
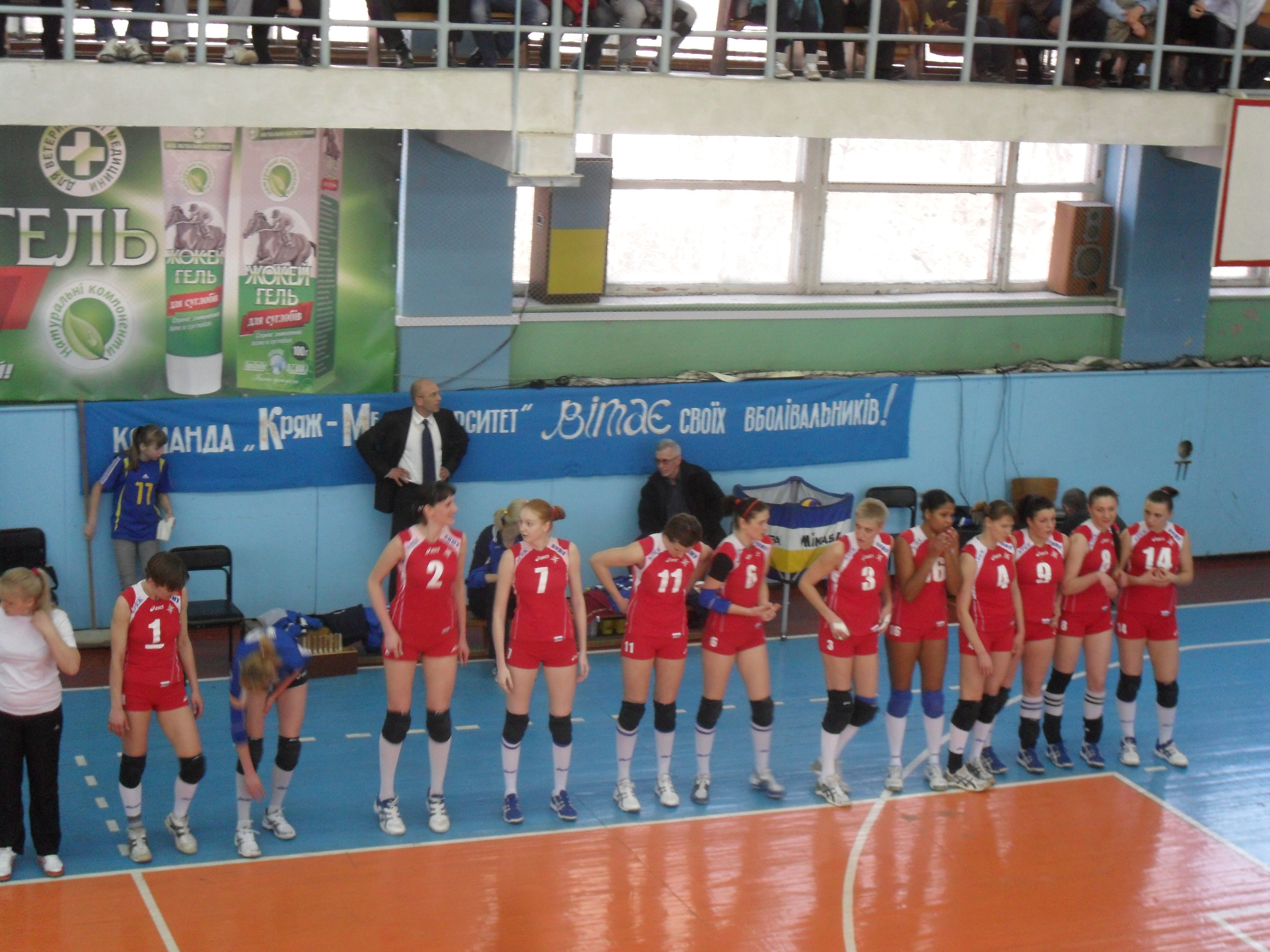
Перед матчем з командою "Континіум-Волинь-Університет"

.